# Liste der Einträge im National Register of Historic Places im Fayette County (Illinois)

Lage des Fayette County in Illinois

Die Liste der Einträge im National Register of Historic Places im Fayette County in Illinois führt alle Bauwerke und historischen Stätten im Fayette County auf, die in das National Register of Historic Places aufgenommen wurden.
| [ 2 ] | Name                          | Bild                          | Eintragsdatum        | Lage                                                 | Ort        | Beschreibung |
| ----- | ----------------------------- | ----------------------------- | -------------------- | ---------------------------------------------------- | ---------- | ------------ |
| 1     | Floyd and Glenora Dycus House | Floyd and Glenora Dycus House | 2001 ID-Nr. 01000179 | 305 South 2nd Street 38° 59′ 41″ N, 88° 57′ 9″ W     | Brownstown |              |
| 2     | First Presbyterian Church     | First Presbyterian Church     | 1982 ID-Nr. 82002534 | 301 West Main Street 38° 57′ 43″ N, 89° 5′ 37″ W     | Vandalia   |              |
| 3     | Little Brick House            | Little Brick House            | 1973 ID-Nr. 73000701 | 621 St. Clair Street 38° 57′ 39″ N, 89° 5′ 56″ W     | Vandalia   |              |
| 4     | Vandalia Statehouse           | Vandalia Statehouse           | 1974 ID-Nr. 74000760 | 315 West Gallatin Street 38° 58′ 13″ N, 89° 6′ 28″ W | Vandalia   |              |

## Frühere Einträge
| [ 2 ] | Name                         | Bild | Eintragsdatum        | Lage                                                                                               | Ort      | Beschreibung                     |
| ----- | ---------------------------- | ---- | -------------------- | -------------------------------------------------------------------------------------------------- | -------- | -------------------------------- |
| 1     | Clarence Forehand Round Barn |      | 1982 ID-Nr. 82000394 | Westlich von Vandalia abseits der IL 185 38° 59′ 28,5″ N, 89° 7′ 59,2″ W                           | Vandalia | 1995 aus dem Register gestrichen |
| 2     | President (Schiff)           |      | 1989 ID-Nr. 89002460 | In mehrere Teile zerlegt, die unterhalb von St. Elmo verteilt liegen 39° 0′ 28″ N, 88° 51′ 28,5″ W | St. Elmo | 2011 aus dem Register gestrichen |